# Trongårdsskolen
Trongårdsskolen er en folkeskole i Kongens Lyngby med 663 elever (skoleåret 2018/2019). Stine Arnfred er skoleinspektør. I 1970'erne var det Johannes Lollike.
Trongårdsskolen er bygget som øvelsesskole for Jonstrup Seminarium og virkede som sådan fra 1959 til seminariets nedlæggelse i 1990.
Gyseren Sidste time er optaget på Trongårdsskolens grund.